# Team CSC/2005
Deze pagina geeft een overzicht van de wielerploeg Team CSC in 2005.
| Naam                          | Geboortedatum | Nationaliteit    | Ploeg 2004                                 |
| ----------------------------- | ------------- | ---------------- | ------------------------------------------ |
| Kurt-Asle Arvesen             | 09-02-1975    | Noorwegen        |                                            |
| Lars Bak                      | 16-01-1980    | Denemarken       | Bankgiroloterij                            |
| Ivan Basso                    | 26-11-1977    | Italië           |                                            |
| Michael Blaudzun              | 30-04-1973    | Denemarken       |                                            |
| Matti Breschel                | 31-08-1984    | Denemarken       | Team PH                                    |
| Thomas Bruun Eriksen          | 13-02-1979    | Denemarken       |                                            |
| Manuel Calvente               | 14-08-1976    | Spanje           |                                            |
| Linus Gerdemann (vanaf 01.05) | 16-09-1982    | Duitsland        | Team Akud Arnolds Sicherheit (tot 30.04)   |
| Vladimir Goesev               | 04-07-1982    | Rusland          |                                            |
| Tristan Hoffman*              | 01-01-1970    | Nederland        |                                            |
| Allan Johansen                | 14-07-1971    | Denemarken       | Bankgiroloterij                            |
| Bobby Julich                  | 18-11-1971    | Verenigde Staten |                                            |
| Giovanni Lombardi             | 20-06-1969    | Italië           |                                            |
| Peter Luttenberger            | 13-12-1972    | Oostenrijk       |                                            |
| Lars Michaelsen               | 13-03-1969    | Denemarken       |                                            |
| Christian Müller              | 01-03-1982    | Duitsland        | Team Wiesenhof (Stagiair)                  |
| Andrea Peron                  | 14-08-1971    | Italië           |                                            |
| Jakob Piil                    | 09-03-1973    | Denemarken       |                                            |
| Luke Roberts                  | 25-01-1977    | Australië        |                                            |
| Carlos Sastre Candil          | 22-04-1975    | Spanje           |                                            |
| Andy Schleck                  | 10-06-1985    | Luxemburg        | Stagiair                                   |
| Fränk Schleck                 | 15-04-1980    | Luxemburg        |                                            |
| Nicki Sørensen                | 14-05-1975    | Denemarken       |                                            |
| Brian Vandborg                | 04-12-1981    | Denemarken       |                                            |
| Christian Vande Velde         | 22-05-1976    | Verenigde Staten | Liberty Seguros                            |
| Jens Voigt                    | 17-09-1971    | Duitsland        |                                            |
| David Zabriskie               | 12-01-1979    | Verenigde Staten | US Postal Service Presented By Berry Floor |

*Tristan Hoffman beëindigde na een val in de Omloop Het Volk zijn loopbaan en ging aan de slag als ploegleider bij CSC.

## Teams

### 09.02.2005–13.02.2005:Ronde van de Middellandse Zee
1. Jens Voigt
2. Nicki Sørensen
3. Bobby Julich
4. Franck Schleck
5. David Zabriskie
6. Lars Bak
7. Vladimir Goesev
8. Luke Roberts
1998 · 1999 · 2000 · 2001 · 2002 · 2003 · 2004 · 2005 · 2006 · 2007 · 2008 · 2009 · 2010 · 2011 · 2012 · 2013 · 2014 · 2015 · 2016
Bouygues Télécom · Cofidis, Le Crédit par Téléphone · Crédit Agricole · Team CSC · Davitamon - Lotto · Discovery Channel Pro Cycling Team · Domina Vacanze · Euskaltel - Euskadi · Fassa Bortolo · La Française des Jeux · Team Gerolsteiner · Illes Balears - Caisse D'Espargne · Lampre - Caffita · Liberty Seguros - Würth Team · Liquigas - Bianchi · Phonak Hearing Systems · Quick Step - Innergetic · Rabobank · Saunier Duval - Prodir · T-Mobile Team